# Липовац Мајур
Липовац Мајур је насељено мјесто у Западној Славонији. Припада граду Дарувару, у Бјеловарско-билогорској жупанији, Република Хрватска.

## Географија
Липовац Мајур се налази око 6 км сјеверозападно од Дарувара.

## Становништво
Према попису становништва из 2011. године, насеље Липовац Мајур је имало 83 становника.
| Демографија | Демографија | Демографија |
| Година      | Становника  | Становника  |
| ----------- | ----------- | ----------- |
| 1981.       | 142         |             |
| 1991.       | 117         |             |
| 2001.       | 119         |             |
| 2011.       |             | 83          |